# Johann Schmitt (Politiker, 1823)
Johann Schmitt (* 23. März 1823 in Obertiefenbach im Landkreis Limburg-Weilburg; † 26. September 1899 ebenda) war ein deutscher Bürgermeister und Mitglied des Provinziallandtages der Provinz Hessen-Nassau.

## Leben
Johann Schmitt war in seinem Heimatdorf Obertiefenbach zunächst Gemeindevorsteher und Stellvertreter des Bürgermeisters, bevor er in den Jahren von 1861 bis 1891 das Amt des Bürgermeisters bekleidete.
Für Joseph Siebert hatte er in den Jahren 1869, 1873, 1875 und 1877 bis 1898 ein Mandat für den Nassauischen Kommunallandtag des preußischen Regierungsbezirks Wiesbaden bzw. für den Provinziallandtag der Provinz Hessen-Nassau. Dort war er Mitglied des Eingaben-, Finanz- und Rechnungsprüfungsausschusses.
Von Mitte der 1870er Jahre an war er Mitglied des Kreistages des Oberlahnkreises, wo er einen Sitz im Kreisausschuss hatte.
Schmitt war bis zu seinem Tod Mitglied des Provinzialausschusses.
Schmitt initiierte die im Sommer 1880 erfolgte Gründung der Freiwilligen Feuerwehr Obertiefenbach und war bis zum Jahr 1891 ihr Kommandant. Am 21. März 1874 vergab er die zur Erbauung eines Spritzenhauses erforderlichen Bauarbeiten.